# Killerapplicatie
Een killerapplicatie of 'killertoepassing' (Engels: killer application, afgekort killer app) is een computerprogramma dat zo aantrekkelijk en bijzonder is dat mensen bepaalde computer hardware, spelconsole en/of besturingssysteem speciaal kopen om dat programma te kunnen gebruiken.
Over het algemeen noemt men als eerste voorbeeld van een killerapplicatie het programma VisiCalc, een spreadsheet op het Apple II-platform. De machine werd gekocht door duizenden mensen in de financiële sector.
Het volgend voorbeeld is een andere spreadsheet, Lotus 1-2-3. De verkoop van IBM's IBM PC was maar matig geweest voor het uitbrengen van 1-2-3, maar enkele maanden later was het de best verkopende computer.
Een killerapplicatie kan een belangrijke nichemarkt vormen voor niet-mainstream platformen. Aldus PageMaker en Adobe PostScript gaven de niche van het grafisch ontwerp en desktop publishing aan de Apple Apple Macintosh op het eind van jaren 80.
De term wordt in een aantal nieuwe gevallen gebruikt. Zo zette het nut van e-mail veel mensen aan tot het gebruik van het internet, terwijl de Mosaic-webbrowser vaak de eer krijgt de eerste snelle groei van het World Wide Web te hebben geholpen. De term wordt ook gebruikt voor computerspellen, bijvoorbeeld de Halo-serie, die de consument aanzet tot het het kopen van een bepaalde spelcomputer speciaal voor die spellen. Men spreekt dan vaak van een killer game.
Computerexperts gebruiken de term vaak door te verwijzen naar andere technologieën, om het belang ervan aan leken duidelijk te maken. In deze context verwijst het begrip killerapplicatie naar een bepaald gebruik van een technologie die die technologie populair en succesvol heeft gemaakt. De term wordt in het bijzonder gebruikt wanneer de technologie voorheen al bestond, maar niet van de grond kwam voor de introductie van de killerapplicatie. Voorbeelden hiervan kunnen zijn:
| Technologie                                | Killerapplicatie                                                                  |
| ------------------------------------------ | --------------------------------------------------------------------------------- |
| Telefoon (microfoon en koptelefoon/oortje) | Praten met vrienden en geliefden via een telefooncentrale                         |
| Stoommachine                               | Spoorwegverkeer (hoewel het gebruik in de fabrieken voorheen al van belang was)   |
| Rubber                                     | Luchtbanden of regenjassen                                                        |
| Ottomotor                                  | De auto (hoewel motoren in motorboten de eerst wijdverspreide verkoop betekenden) |